# Torneio Paranaense de Futebol Americano 2009
O primeiro Torneio Paranaense de Futebol Americano foi disputado em dezembro de 2009 e contou com a participação de 6 equipes.

## Equipes de 2009
- Barigüi Crocodiles

- Curitiba Brown Spiders

- Curitiba Hurricanes

- Foz do Iguaçu Black Sharks

- Ponta Grossa Black Knights

- Ponta Grossa Tigers

### Grupo A
- Barigüi Crocodiles

- Curitiba Hurricanes

- Ponta Grossa Tigers

### Grupo B
- Curitiba Brown Spiders

- Foz do Iguaçu Black Sharks

- Ponta Grossa Black Knights

## Classificação
| 1 | Barigüi Crocodiles  | 2 | 0 | 0 | 68 | 20 |
| 2 | Curitiba Hurricanes | 1 | 1 | 0 | 39 | 41 |
| 3 | Ponta Grossa Tigers | 0 | 2 | 0 | 13 | 59 |

| 1 | Curitiba Brown Spiders     | 2 | 0 | 0 | 55 | 41 |
| 2 | Foz do Iguaçu Black Sharks | 1 | 1 | 0 | 35 | 26 |
| 3 | Ponta Grossa Black Knights | 0 | 2 | 0 | 28 | 51 |

## Temporada Regular
| Data          | Visitante                  | Placar  | Mandante                   | Local    |
| ------------- | -------------------------- | ------- | -------------------------- | -------- |
| 4 de Dezembro | Curitiba Crocodiles        | 41 - 07 | Curitiba Hurricanes        | Curitiba |
| 5 de Dezembro | Curitiba Brown Spiders     | 20 - 19 | Foz do Iguaçu Black Sharks | Curitiba |
| 5 de Dezembro | Ponta Grossa Tigers        | 13 - 27 | Curitiba Crocodiles        | Curitiba |
| 5 de Dezembro | Ponta Grossa Black Knights | 22 - 35 | Curitiba Brown Spiders     | Curitiba |
| 5 de Dezembro | Curitiba Hurricanes        | 32 - 00 | Ponta Grossa Tigers        | Curitiba |
| 6 de Dezembro | Foz do Iguaçu Black Sharks | 16 - 06 | Ponta Grossa Black Knights | Curitiba |

## Decisão do Terceiro Lugar
| 6 de Dezembro 15:00 (UTC-3) | Foz do Iguaçu Black Sharks | 32 – 06 | Curitiba Hurricanes | Sociedade Iguaçu, Curitiba |
|                             |                            |         |                     |                            |

## Final
| 6 de Dezembro 19:00 (UTC-3) | Barigüi Crocodiles | 15 – 07 | Curitiba Brown Spiders | Sociedade Iguaçu, Curitiba |
|                             |                    |         |                        |                            |

## Campeão
| Campeão Paranaense 2010 Torneio Paranaense |
| ------------------------------------------ |
| Barigüi Crocodiles Campeão                 |

## Classificação final
| Equipes | Equipes                    |
| ------- | -------------------------- |
| 1       | Barigüi Crocodiles         |
| 2       | Curitiba Brown Spiders     |
| 3       | Foz do Iguaçu Black Sharks |
| 4       | Curitiba Hurricanes        |
| 5       | Ponta Grossa Black Knights |
| 6       | Ponta Grossa Tigers        |